# Ambition Sportive Golbey Épinal
El Ambition Sportive Golbey Épinal fue un equipo de baloncesto francés con sede en la ciudad de Golbey, disuelto en 2022. Disputaba sus partidos en el Palais des Sports d'Epinal, con capacidad para 1300 espectadores.

## Historia
El club fue fundado en 1936 bajo el nombre de Association Sportive Golbéenn. Durante varias temporadas, la Association Sportive Golbey Épinal, resultado de la fusión en 1978 de la AS Golbey y de la SAS d'Épinal, jugó en la Pro B (1996-1997, 2004-2005 y 2005-2006). En 1998, llegaron a las semifinales de la Copa de baloncesto de Francia.
Sin embargo, en 2006, Klock (presidente del club) decidió voluntariamente que la ASGE jugará en la NM1, lo que trajo como consecuencia la retirada de público y patrocinadores. Philippe Klock lo explicó así: "No estamos de acuerdo con la política de la liga, ya que el futuro de la Pro B es incierto".
Así nació un nuevo proyecto, asociado con un nuevo nombre, GET Vosges, resultado de la fusión del ES Thaon y Vosges. En la temporada 2010-2011, el club descendió a la NM2 tras quedar penúltimo con un balance de 9 victorias y 25 derrotas. En la temporada 2013-2014, el equipo se proclamó campeón de la NM2, ascendiendo de esta manera a la NM1.
El club desaparece 2022 debido a los problemas económicos. Para sustituirlo se crea otro club, el BC Gobey-Épinal.

## Nombres
- Association Sportive Golbéenne - (1936-1978)
- A.S. Golbey-Épinal - (1978-2006)
- GET Vosges - (2006-2021)
- AS Golbey Épinal (2021-presente)

## Posiciones en liga
| Temporada | Nivel | Liga      | Pos. | G/P   | PL  | Resultado        |
| --------- | ----- | --------- | ---- | ----- | --- | ---------------- |
| 1995-96   | 4     | NM2       |      |       |     |                  |
| 1996-97   | 2     | LNB Pro B | 10   |       |     |                  |
| 1997-98   | 2     | LNB Pro B | 4    |       |     |                  |
| 1998-99   | 2     | LNB Pro B | 5    | 18-12 |     |                  |
| 1999-00   | 2     | LNB Pro B | 7    | 19-5  |     |                  |
| 2000-01   | 2     | LNB Pro B | 2    | 19-11 |     |                  |
| 2001-02   | 2     | LNB Pro B | 8    | 16-14 |     |                  |
| 2002-03   | 2     | LNB Pro B | 8    | 16-14 |     |                  |
| 2003-04   | 2     | LNB Pro B | 3    | 11-21 |     |                  |
| 2004-05   | 2     | LNB Pro B | 14   | 14-20 |     |                  |
| 2005-06   | 2     | LNB Pro B | 16   | 14-20 |     |                  |
| 2006-07   | 3     | NM1       | 7    | 18-16 |     |                  |
| 2007-08   | 3     | NM1       | 4    | 25-9  |     |                  |
| 2008-09   | 3     | NM1       | 11   | 16-18 |     |                  |
| 2009-10   | 3     | NM1       | 12   | 17-17 |     |                  |
| 2010-11   | 3     | NM1       | 16   | 9-25  |     | Descenso         |
| 2011-12   | 4     | NM2       | 11   | 12-14 |     |                  |
| 2012-13   | 4     | NM2       | 10   | 11-15 |     |                  |
| 2013-14   | 4     | NM2       | 2    | 19-7  |     | Ascenso          |
| 2014-15   | 3     | NM1       | 11   | 18-16 |     |                  |
| 2015-16   | 3     | NM1       | 4    | 20-14 | 1-2 | Cuartos de final |
| 2016-17   | 3     | NM1       | 4    | 21-13 | 0-2 | Cuartos de final |
| 2017-18   | 3     | NM1       | 17   | 10-24 |     |                  |
| 2018-19   | 3     | NM1       | 11   | 9-17  |     |                  |
| 2019-20   | 3     | NM1       | 9    | 12-14 |     |                  |
| 2020-21   | 3     | NM1       | 9    | 11-15 |     |                  |
| 2021-22   | 3     | NM1       | 14   | 4-22  |     | Descenso         |

## Palmarés
- Copa de Francia de Baloncesto
  - Semifinales: 1998

- NM2
  - Campeón: 2014

## Jugadores destacados
| - Martial Gotagni - Guillaume Payen-Boucard - Jyri Lehtonen - David Acker - Ulysse Adjagba - Jason Bach - Jérémy Bichard - Johan Blot - Frédéric Broliron - Laurent Cazalon - Baptiste Cransac - Jérémie Douillet - Massé Doumbé - Jean-Marc Dupraz - Gilles Duro - Olivier Gouez - Malcolm Gountas - Fabien Hérard | - Alexandre Hergott - Arnaud Imhoff - Benjamin John - Gregory Lessort - Gaylor Lobela-Nkuna - Jean-Philippe Ludon - Laurent Mathis - Bernard M'Poy - Pierric Poupet - Steven Ricard - Yohan Solle - Jean-Philippe Tailleman - David Thévenon - Georges Mdivani - Klemen Zaletel - Marko Janjusević - Nemanja Marinković - Slobodan Ocokoljić | - Svetozar Popović - Branko Sinđelić - Julius Michalik - Kenny Atkinson - Will Campbell - Ian Caskill - Antawn Dobie - Zacharie Gourde - Elliot Hatcher - Adonis Jordan - Jessie King - Darius Lane - David Moseley - Chris Moss - Gordon Scott - Llewellyn Smalley - Robert Strickland - Calvin Talford | - Kyle Tresnak - Isiah Victor - Jaquay Walls - Matthew Webster - Tim Winn - Mourad Boughedir - Charly Pontens - Pero Vasiljević - Dzenan Kurtić - Innocent Kere - Yannick Zachée - Drissa Dié - Remi Dibo - Amadou Dioum - Roland N'Kembe - Ahmadou Keita - Aba Koita - Tahirou Sani | - Ibrahima Sidibe - Lassana Sylla - Sambou Traoré - Adama Wadiou - Bjorn Bohley - Elio Sadiku - Paweł Storożyński - Mouhamadou M'Bodji - Nikola Stojiljković - Eric Nichelson - Michael New - Doug Brandt - Jelani Gardner - Trevor Powell - Danny Strong - James Wade - Pax Whitehead - Dayon Ninković |

## Entrenadores
| - Jean Marc Dida - Claude Hoterbex - Jean Pierre Dida - Pascal Viguier | - Charlie Auffray (1995-2000) - Christian Monschau (2000-2004) | - Philippe Maucourant (2004-2009) - Olivier Hirsch (2009-2010) | - Laurent Mathis (2010-presente) |